# Anisopodidae
Famille
Les Anisopodidae sont une famille d'insectes diptères nématocères.

## Liste des sous-familles  et genres
Selon ITIS (20 octobre 2021) :
- sous-famille Anisopodinae
  - Anisopus
  - Olbiogaster
  - Sylvicola
- sous-famille Mycetobiinae
  - Mycetobia

Selon Catalogue of Life (20 octobre 2021) :
- sous-famille Anisopodinae
  - Sylvicola
- sous-famille Mycetobiinae
  - Mesochria
  - Mycetobia
- sous-famille Olbiogastrinae
  - Carreraia
  - Cretolbia
  - Lobogaster
  - Olbiogaster

Seul le genre Sylvicola (10 espèces) est présent en Europe.